# 休·慕瑞
休·慕瑞（英語：Hugh Murray， 1779年—1846年），英国苏格兰地理学家，著作有1834年寫成的《地理百科全书》(An Encyclopaedia of Geography），被中国林则徐译为《四洲志》，而《四洲志》后成为魏源《海国图志》的基础。

## 著作
- 《地理百科全書》（1824年，An Encyclopaedia of Geography）